# Volta a Cataluña 2024
La 103.ª edición de la competición ciclista Volta a Cataluña fue una carrera de ciclismo en ruta por etapas que se celebró entre el 18 y el 24 de marzo de 2024 en Cataluña con inicio en la ciudad de San Felíu de Guixols y final en la ciudad de Barcelona sobre un recorrido de 1173,6 kilómetros.
La carrera hizo parte del UCI WorldTour 2024, calendario ciclístico de máximo nivel mundial, y fue la novena carrera de dicho circuito. El vencedor fue el esloveno Tadej Pogačar del UAE Emirates, quien estuvo acompañado en el podio por el español Mikel Landa del Soudal Quick-Step y el colombiano Egan Bernal del INEOS Grenadiers, segundo y tercer clasificado respectivamente.

## Equipos participantes
Tomaron parte en la carrera 25 equipos: 18 de categoría UCI WorldTeam y 7 de categoría UCI ProTeam. Formaron así un pelotón de 175 ciclistas de los que acabaron 136. Los equipos participantes son:
| WorldTeams (18)- Alpecin-Deceuninck - Arkéa-B&B Hotels - Astana Qazaqstan Team - Bahrain Victorious - Bora-Hansgrohe - Cofidis - Decathlon-AG2R La Mondiale - EF Education-EasyPost - Groupama-FDJ - Ineos Grenadiers - Intermarché-Wanty - Lidl-Trek - Movistar Team - Soudal Quick-Step - Team dsm-firmenich PostNL - Team Jayco AlUla - Team Visma \| Lease a Bike - UAE Team Emirates ProTeams (7)- Burgos-BH - Caja Rural-Seguros RGA - Equipo Kern Pharma - Euskaltel-Euskadi - Israel-Premier Tech - Lotto Dstny - Uno-X Mobility |
| |

## Recorrido
| Etapa     | Fecha     | Recorrido                                   | type                   | Distancia (km) | Desnivel (m) | Ganador             | Líder         |
| --------- | --------- | ------------------------------------------- | ---------------------- | -------------- | ------------ | ------------------- | ------------- |
| 1.ª etapa | 18 de mar | San Feliu de Guíxols – San Feliu de Guíxols | etapa de media montaña | 173,9          | 2718 m       | Nick Schultz        | Nick Schultz  |
| 2.ª etapa | 19 de mar | Mataró – Vallter 2000                       | etapa de montaña       | 186,5          | 3470 m       | Tadej Pogačar       | Tadej Pogačar |
| 3.ª etapa | 20 de mar | San Juan de las Abadesas – Port Ainé        | etapa de montaña       | 176,7          | 3958 m       | Tadej Pogačar       | Tadej Pogačar |
| 4.ª etapa | 21 de mar | Sort – Lérida                               | etapa escarpada        | 169,2          | 1346 m       | Marijn van den Berg | Tadej Pogačar |
| 5.ª etapa | 22 de mar | Altafulla – Viladecans                      | etapa escarpada        | 167,3          | 2243 m       | Axel Laurance       | Tadej Pogačar |
| 6.ª etapa | 23 de mar | Berga – Santuario de Queralt                | etapa de montaña       | 154,7          | 4075 m       | Tadej Pogačar       | Tadej Pogačar |
| 7.ª etapa | 24 de mar | Barcelona – Barcelona                       | etapa de media montaña | 145,3          | 2060 m       | Tadej Pogačar       | Tadej Pogačar |

## Desarrollo de la carrera

### 1.ª etapa
| San Feliu de Guíxols - San Feliu de Guíxols | etapa de media montaña | (173,9 km) |

| \| Clasificación de la etapa \| Clasificación de la etapa \| Clasificación de la etapa \| Clasificación de la etapa \| Clasificación de la etapa \| \| Ciclista \| Ciclista \| Equipo \| Tiempo \| \| \| ------------------------- \| ------------------------- \| -------------------------- \| ------------------------- \| ------------------------- \| \| 1.º \| Nick Schultz \| Israel-Premier Tech \| 4 h 11 min 38 s \| \| \| 2.º \| Tadej Pogačar \| UAE Team Emirates \| + 0 s \| \| \| 3.º \| Stephen Williams \| Israel-Premier Tech \| + 0 s \| \| \| 4.º \| Dorian Godon \| Decathlon-AG2R La Mondiale \| + 0 s \| \| \| 5.º \| Axel Laurance \| Alpecin-Deceuninck \| + 0 s \| \| \| 6.º \| Rémy Rochas \| Groupama-FDJ \| + 0 s \| \| \| 7.º \| Ilan Van Wilder \| Soudal Quick-Step \| + 0 s \| \| \| 8.º \| Aleksandr Vlásov \| Bora-Hansgrohe \| + 0 s \| \| \| 9.º \| Sepp Kuss \| Team Visma \\| Lease a Bike \| + 0 s \| \| \| 10.º \| Harold Tejada \| Astana Qazaqstan Team \| + 0 s \| \| |                  |                            |                 |
| |                  |                            |                 |
| Fuente: ProCyclingStats |                  |                            |                 |
| Clasificación de la etapa |                  |                            |                 |
| Ciclista | Ciclista         | Equipo                     | Tiempo          |
| 1.º | Nick Schultz     | Israel-Premier Tech        | 4 h 11 min 38 s |
| 2.º | Tadej Pogačar    | UAE Team Emirates          | + 0 s           |
| 3.º | Stephen Williams | Israel-Premier Tech        | + 0 s           |
| 4.º | Dorian Godon     | Decathlon-AG2R La Mondiale | + 0 s           |
| 5.º | Axel Laurance    | Alpecin-Deceuninck         | + 0 s           |
| 6.º | Rémy Rochas      | Groupama-FDJ               | + 0 s           |
| 7.º | Ilan Van Wilder  | Soudal Quick-Step          | + 0 s           |
| 8.º | Aleksandr Vlásov | Bora-Hansgrohe             | + 0 s           |
| 9.º | Sepp Kuss        | Team Visma \| Lease a Bike | + 0 s           |
| 10.º | Harold Tejada    | Astana Qazaqstan Team      | + 0 s           |

| \| Clasificación general \| Clasificación general \| Clasificación general \| Clasificación general \| Clasificación general \| \| Ciclista \| Ciclista \| Equipo \| Tiempo \| \| \| --------------------- \| --------------------- \| -------------------------- \| --------------------- \| --------------------- \| \| 1.º \| Nick Schultz \| Israel-Premier Tech \| 4 h 11 min 28 s \| \| \| 2.º \| Tadej Pogačar \| UAE Team Emirates \| + 2 s \| \| \| 3.º \| Stephen Williams \| Israel-Premier Tech \| + 6 s \| \| \| 4.º \| Egan Bernal \| Ineos Grenadiers \| + 7 s \| \| \| 5.º \| Laurens De Plus \| Ineos Grenadiers \| + 9 s \| \| \| 6.º \| Dorian Godon \| Decathlon-AG2R La Mondiale \| + 10 s \| \| \| 7.º \| Axel Laurance \| Alpecin-Deceuninck \| + 10 s \| \| \| 8.º \| Rémy Rochas \| Groupama-FDJ \| + 10 s \| \| \| 9.º \| Ilan Van Wilder \| Soudal Quick-Step \| + 10 s \| \| \| 10.º \| Aleksandr Vlásov \| Bora-Hansgrohe \| + 10 s \| \| |                  |                            |                 |
| |                  |                            |                 |
| Fuente: ProCyclingStats |                  |                            |                 |
| Clasificación general |                  |                            |                 |
| Ciclista | Ciclista         | Equipo                     | Tiempo          |
| 1.º | Nick Schultz     | Israel-Premier Tech        | 4 h 11 min 28 s |
| 2.º | Tadej Pogačar    | UAE Team Emirates          | + 2 s           |
| 3.º | Stephen Williams | Israel-Premier Tech        | + 6 s           |
| 4.º | Egan Bernal      | Ineos Grenadiers           | + 7 s           |
| 5.º | Laurens De Plus  | Ineos Grenadiers           | + 9 s           |
| 6.º | Dorian Godon     | Decathlon-AG2R La Mondiale | + 10 s          |
| 7.º | Axel Laurance    | Alpecin-Deceuninck         | + 10 s          |
| 8.º | Rémy Rochas      | Groupama-FDJ               | + 10 s          |
| 9.º | Ilan Van Wilder  | Soudal Quick-Step          | + 10 s          |
| 10.º | Aleksandr Vlásov | Bora-Hansgrohe             | + 10 s          |

### 2.ª etapa
| Mataró - Vallter 2000 | etapa de montaña | (186,5 km) |

| \| Clasificación de la etapa \| Clasificación de la etapa \| Clasificación de la etapa \| Clasificación de la etapa \| Clasificación de la etapa \| \| Ciclista \| Ciclista \| Equipo \| Tiempo \| \| \| ------------------------- \| ------------------------- \| ------------------------- \| ------------------------- \| ------------------------- \| \| 1.º \| Tadej Pogačar \| UAE Team Emirates \| 4 h 52 min 37 s \| \| \| 2.º \| Mikel Landa \| Soudal Quick-Step \| + 1 min 23 s \| \| \| 3.º \| Aleksandr Vlásov \| Bora-Hansgrohe \| + 1 min 24 s \| \| \| 4.º \| João Almeida \| UAE Team Emirates \| + 1 min 38 s \| \| \| 5.º \| Lenny Martinez \| Groupama-FDJ \| + 1 min 43 s \| \| \| 6.º \| Chris Harper \| Team Jayco AlUla \| + 1 min 44 s \| \| \| 7.º \| Egan Bernal \| Ineos Grenadiers \| + 1 min 47 s \| \| \| 8.º \| Enric Mas \| Movistar Team \| + 1 min 49 s \| \| \| 9.º \| Wout Poels \| Bahrain Victorious \| + 2 min 03 s \| \| \| 10.º \| José Manuel Díaz Gallego \| Burgos-BH \| + 2 min 03 s \| \| |                          |                    |                 |
| |                          |                    |                 |
| Fuente: ProCyclingStats |                          |                    |                 |
| Clasificación de la etapa |                          |                    |                 |
| Ciclista | Ciclista                 | Equipo             | Tiempo          |
| 1.º | Tadej Pogačar            | UAE Team Emirates  | 4 h 52 min 37 s |
| 2.º | Mikel Landa              | Soudal Quick-Step  | + 1 min 23 s    |
| 3.º | Aleksandr Vlásov         | Bora-Hansgrohe     | + 1 min 24 s    |
| 4.º | João Almeida             | UAE Team Emirates  | + 1 min 38 s    |
| 5.º | Lenny Martinez           | Groupama-FDJ       | + 1 min 43 s    |
| 6.º | Chris Harper             | Team Jayco AlUla   | + 1 min 44 s    |
| 7.º | Egan Bernal              | Ineos Grenadiers   | + 1 min 47 s    |
| 8.º | Enric Mas                | Movistar Team      | + 1 min 49 s    |
| 9.º | Wout Poels               | Bahrain Victorious | + 2 min 03 s    |
| 10.º | José Manuel Díaz Gallego | Burgos-BH          | + 2 min 03 s    |

| \| Clasificación general \| Clasificación general \| Clasificación general \| Clasificación general \| Clasificación general \| \| Ciclista \| Ciclista \| Equipo \| Tiempo \| \| \| --------------------- \| ------------------------ \| -------------------------- \| --------------------- \| --------------------- \| \| 1.º \| Tadej Pogačar \| UAE Team Emirates \| 9 h 03 min 57 s \| \| \| 2.º \| Mikel Landa \| Soudal Quick-Step \| + 1 min 35 s \| \| \| 3.º \| Aleksandr Vlásov \| Bora-Hansgrohe \| + 1 min 38 s \| \| \| 4.º \| João Almeida \| UAE Team Emirates \| + 1 min 56 s \| \| \| 5.º \| Lenny Martinez \| Groupama-FDJ \| + 2 min 01 s \| \| \| 6.º \| Chris Harper \| Team Jayco AlUla \| + 2 min 02 s \| \| \| 7.º \| Egan Bernal \| Ineos Grenadiers \| + 2 min 02 s \| \| \| 8.º \| Enric Mas \| Movistar Team \| + 2 min 07 s \| \| \| 9.º \| Sepp Kuss \| Team Visma \\| Lease a Bike \| + 2 min 21 s \| \| \| 10.º \| José Manuel Díaz Gallego \| Burgos-BH \| + 2 min 21 s \| \| |                          |                            |                 |
| |                          |                            |                 |
| Fuente: ProCyclingStats |                          |                            |                 |
| Clasificación general |                          |                            |                 |
| Ciclista | Ciclista                 | Equipo                     | Tiempo          |
| 1.º | Tadej Pogačar            | UAE Team Emirates          | 9 h 03 min 57 s |
| 2.º | Mikel Landa              | Soudal Quick-Step          | + 1 min 35 s    |
| 3.º | Aleksandr Vlásov         | Bora-Hansgrohe             | + 1 min 38 s    |
| 4.º | João Almeida             | UAE Team Emirates          | + 1 min 56 s    |
| 5.º | Lenny Martinez           | Groupama-FDJ               | + 2 min 01 s    |
| 6.º | Chris Harper             | Team Jayco AlUla           | + 2 min 02 s    |
| 7.º | Egan Bernal              | Ineos Grenadiers           | + 2 min 02 s    |
| 8.º | Enric Mas                | Movistar Team              | + 2 min 07 s    |
| 9.º | Sepp Kuss                | Team Visma \| Lease a Bike | + 2 min 21 s    |
| 10.º | José Manuel Díaz Gallego | Burgos-BH                  | + 2 min 21 s    |

### 3.ª etapa
| San Juan de las Abadesas - Port Ainé | etapa de montaña | (176,7 km) |

| \| Clasificación de la etapa \| Clasificación de la etapa \| Clasificación de la etapa \| Clasificación de la etapa \| Clasificación de la etapa \| \| Ciclista \| Ciclista \| Equipo \| Tiempo \| \| \| ------------------------- \| ------------------------- \| -------------------------- \| ------------------------- \| ------------------------- \| \| 1.º \| Tadej Pogačar \| UAE Team Emirates \| 4 h 34 min 25 s \| \| \| 2.º \| Mikel Landa \| Soudal Quick-Step \| + 48 s \| \| \| 3.º \| Antonio Tiberi \| Bahrain Victorious \| + 1 min 03 s \| \| \| 4.º \| Wout Poels \| Bahrain Victorious \| + 1 min 03 s \| \| \| 5.º \| Sepp Kuss \| Team Visma \\| Lease a Bike \| + 1 min 03 s \| \| \| 6.º \| Aleksandr Vlásov \| Bora-Hansgrohe \| + 1 min 10 s \| \| \| 7.º \| Cristián Rodríguez \| Arkéa-B&B Hotels \| + 1 min 10 s \| \| \| 8.º \| Chris Harper \| Team Jayco AlUla \| + 1 min 10 s \| \| \| 9.º \| Lenny Martinez \| Groupama-FDJ \| + 1 min 10 s \| \| \| 10.º \| Enric Mas \| Movistar Team \| + 1 min 10 s \| \| |                    |                            |                 |
| |                    |                            |                 |
| Fuente: ProCyclingStats |                    |                            |                 |
| Clasificación de la etapa |                    |                            |                 |
| Ciclista | Ciclista           | Equipo                     | Tiempo          |
| 1.º | Tadej Pogačar      | UAE Team Emirates          | 4 h 34 min 25 s |
| 2.º | Mikel Landa        | Soudal Quick-Step          | + 48 s          |
| 3.º | Antonio Tiberi     | Bahrain Victorious         | + 1 min 03 s    |
| 4.º | Wout Poels         | Bahrain Victorious         | + 1 min 03 s    |
| 5.º | Sepp Kuss          | Team Visma \| Lease a Bike | + 1 min 03 s    |
| 6.º | Aleksandr Vlásov   | Bora-Hansgrohe             | + 1 min 10 s    |
| 7.º | Cristián Rodríguez | Arkéa-B&B Hotels           | + 1 min 10 s    |
| 8.º | Chris Harper       | Team Jayco AlUla           | + 1 min 10 s    |
| 9.º | Lenny Martinez     | Groupama-FDJ               | + 1 min 10 s    |
| 10.º | Enric Mas          | Movistar Team              | + 1 min 10 s    |

| \| Clasificación general \| Clasificación general \| Clasificación general \| Clasificación general \| Clasificación general \| \| Ciclista \| Ciclista \| Equipo \| Tiempo \| \| \| --------------------- \| --------------------- \| -------------------------- \| --------------------- \| --------------------- \| \| 1.º \| Tadej Pogačar \| UAE Team Emirates \| 13 h 38 min 12 s \| \| \| 2.º \| Mikel Landa \| Soudal Quick-Step \| + 2 min 27 s \| \| \| 3.º \| Aleksandr Vlásov \| Bora-Hansgrohe \| + 2 min 55 s \| \| \| 4.º \| Lenny Martinez \| Groupama-FDJ \| + 3 min 21 s \| \| \| 5.º \| Chris Harper \| Team Jayco AlUla \| + 3 min 22 s \| \| \| 6.º \| Enric Mas \| Movistar Team \| + 3 min 27 s \| \| \| 7.º \| Sepp Kuss \| Team Visma \\| Lease a Bike \| + 3 min 34 s \| \| \| 8.º \| Wout Poels \| Bahrain Victorious \| + 3 min 34 s \| \| \| 9.º \| Egan Bernal \| Ineos Grenadiers \| + 3 min 50 s \| \| \| 10.º \| João Almeida \| UAE Team Emirates \| + 3 min 52 s \| \| |                  |                            |                  |
| |                  |                            |                  |
| Fuente: ProCyclingStats |                  |                            |                  |
| Clasificación general |                  |                            |                  |
| Ciclista | Ciclista         | Equipo                     | Tiempo           |
| 1.º | Tadej Pogačar    | UAE Team Emirates          | 13 h 38 min 12 s |
| 2.º | Mikel Landa      | Soudal Quick-Step          | + 2 min 27 s     |
| 3.º | Aleksandr Vlásov | Bora-Hansgrohe             | + 2 min 55 s     |
| 4.º | Lenny Martinez   | Groupama-FDJ               | + 3 min 21 s     |
| 5.º | Chris Harper     | Team Jayco AlUla           | + 3 min 22 s     |
| 6.º | Enric Mas        | Movistar Team              | + 3 min 27 s     |
| 7.º | Sepp Kuss        | Team Visma \| Lease a Bike | + 3 min 34 s     |
| 8.º | Wout Poels       | Bahrain Victorious         | + 3 min 34 s     |
| 9.º | Egan Bernal      | Ineos Grenadiers           | + 3 min 50 s     |
| 10.º | João Almeida     | UAE Team Emirates          | + 3 min 52 s     |

### 4.ª etapa
| Sort - Lérida | etapa escarpada | (169,2 km) |

| \| Clasificación de la etapa \| Clasificación de la etapa \| Clasificación de la etapa \| Clasificación de la etapa \| Clasificación de la etapa \| \| Ciclista \| Ciclista \| Equipo \| Tiempo \| \| \| ------------------------- \| ------------------------- \| -------------------------- \| ------------------------- \| ------------------------- \| \| 1.º \| Marijn van den Berg \| EF Education-EasyPost \| 3 h 40 min 19 s \| \| \| 2.º \| Arne Marit \| Intermarché-Wanty \| + 0 s \| \| \| 3.º \| Emīls Liepiņš \| Team dsm-firmenich PostNL \| + 0 s \| \| \| 4.º \| Bryan Coquard \| Cofidis \| + 0 s \| \| \| 5.º \| Axel Laurance \| Alpecin-Deceuninck \| + 0 s \| \| \| 6.º \| Cyril Barthe \| Groupama-FDJ \| + 0 s \| \| \| 7.º \| Ethan Hayter \| Ineos Grenadiers \| + 0 s \| \| \| 8.º \| Dorian Godon \| Decathlon-AG2R La Mondiale \| + 0 s \| \| \| 9.º \| Orluis Aular \| Caja Rural-Seguros RGA \| + 0 s \| \| \| 10.º \| Jacopo Mosca \| Lidl-Trek \| + 0 s \| \| |                     |                            |                 |
| |                     |                            |                 |
| Fuente: ProCyclingStats |                     |                            |                 |
| Clasificación de la etapa |                     |                            |                 |
| Ciclista | Ciclista            | Equipo                     | Tiempo          |
| 1.º | Marijn van den Berg | EF Education-EasyPost      | 3 h 40 min 19 s |
| 2.º | Arne Marit          | Intermarché-Wanty          | + 0 s           |
| 3.º | Emīls Liepiņš       | Team dsm-firmenich PostNL  | + 0 s           |
| 4.º | Bryan Coquard       | Cofidis                    | + 0 s           |
| 5.º | Axel Laurance       | Alpecin-Deceuninck         | + 0 s           |
| 6.º | Cyril Barthe        | Groupama-FDJ               | + 0 s           |
| 7.º | Ethan Hayter        | Ineos Grenadiers           | + 0 s           |
| 8.º | Dorian Godon        | Decathlon-AG2R La Mondiale | + 0 s           |
| 9.º | Orluis Aular        | Caja Rural-Seguros RGA     | + 0 s           |
| 10.º | Jacopo Mosca        | Lidl-Trek                  | + 0 s           |

| \| Clasificación general \| Clasificación general \| Clasificación general \| Clasificación general \| Clasificación general \| \| Ciclista \| Ciclista \| Equipo \| Tiempo \| \| \| --------------------- \| --------------------- \| -------------------------- \| --------------------- \| --------------------- \| \| 1.º \| Tadej Pogačar \| UAE Team Emirates \| 17 h 18 min 31 s \| \| \| 2.º \| Mikel Landa \| Soudal Quick-Step \| + 2 min 27 s \| \| \| 3.º \| Aleksandr Vlásov \| Bora-Hansgrohe \| + 2 min 55 s \| \| \| 4.º \| Lenny Martinez \| Groupama-FDJ \| + 3 min 21 s \| \| \| 5.º \| Chris Harper \| Team Jayco AlUla \| + 3 min 22 s \| \| \| 6.º \| Enric Mas \| Movistar Team \| + 3 min 27 s \| \| \| 7.º \| Wout Poels \| Bahrain Victorious \| + 3 min 31 s \| \| \| 8.º \| Sepp Kuss \| Team Visma \\| Lease a Bike \| + 3 min 32 s \| \| \| 9.º \| Egan Bernal \| Ineos Grenadiers \| + 3 min 50 s \| \| \| 10.º \| João Almeida \| UAE Team Emirates \| + 3 min 52 s \| \| |                  |                            |                  |
| |                  |                            |                  |
| Fuente: ProCyclingStats |                  |                            |                  |
| Clasificación general |                  |                            |                  |
| Ciclista | Ciclista         | Equipo                     | Tiempo           |
| 1.º | Tadej Pogačar    | UAE Team Emirates          | 17 h 18 min 31 s |
| 2.º | Mikel Landa      | Soudal Quick-Step          | + 2 min 27 s     |
| 3.º | Aleksandr Vlásov | Bora-Hansgrohe             | + 2 min 55 s     |
| 4.º | Lenny Martinez   | Groupama-FDJ               | + 3 min 21 s     |
| 5.º | Chris Harper     | Team Jayco AlUla           | + 3 min 22 s     |
| 6.º | Enric Mas        | Movistar Team              | + 3 min 27 s     |
| 7.º | Wout Poels       | Bahrain Victorious         | + 3 min 31 s     |
| 8.º | Sepp Kuss        | Team Visma \| Lease a Bike | + 3 min 32 s     |
| 9.º | Egan Bernal      | Ineos Grenadiers           | + 3 min 50 s     |
| 10.º | João Almeida     | UAE Team Emirates          | + 3 min 52 s     |

### 5.ª etapa
| Altafulla - Viladecans | etapa escarpada | (167,3 km) |

| \| Clasificación de la etapa \| Clasificación de la etapa \| Clasificación de la etapa \| Clasificación de la etapa \| Clasificación de la etapa \| \| Ciclista \| Ciclista \| Equipo \| Tiempo \| \| \| ------------------------- \| ------------------------- \| -------------------------- \| ------------------------- \| ------------------------- \| \| 1.º \| Axel Laurance \| Alpecin-Deceuninck \| 3 h 36 min 05 s \| \| \| 2.º \| Marijn van den Berg \| EF Education-EasyPost \| + 0 s \| \| \| 3.º \| Bryan Coquard \| Cofidis \| + 0 s \| \| \| 4.º \| Orluis Aular \| Caja Rural-Seguros RGA \| + 0 s \| \| \| 5.º \| Stephen Williams \| Israel-Premier Tech \| + 0 s \| \| \| 6.º \| Patrick Konrad \| Lidl-Trek \| + 0 s \| \| \| 7.º \| Dorian Godon \| Decathlon-AG2R La Mondiale \| + 0 s \| \| \| 8.º \| Pau Miquel \| Equipo Kern Pharma \| + 0 s \| \| \| 9.º \| Fernando Barceló \| Caja Rural-Seguros RGA \| + 0 s \| \| \| 10.º \| Frank van den Broek \| Team dsm-firmenich PostNL \| + 0 s \| \| |                     |                            |                 |
| |                     |                            |                 |
| Fuente: ProCyclingStats |                     |                            |                 |
| Clasificación de la etapa |                     |                            |                 |
| Ciclista | Ciclista            | Equipo                     | Tiempo          |
| 1.º | Axel Laurance       | Alpecin-Deceuninck         | 3 h 36 min 05 s |
| 2.º | Marijn van den Berg | EF Education-EasyPost      | + 0 s           |
| 3.º | Bryan Coquard       | Cofidis                    | + 0 s           |
| 4.º | Orluis Aular        | Caja Rural-Seguros RGA     | + 0 s           |
| 5.º | Stephen Williams    | Israel-Premier Tech        | + 0 s           |
| 6.º | Patrick Konrad      | Lidl-Trek                  | + 0 s           |
| 7.º | Dorian Godon        | Decathlon-AG2R La Mondiale | + 0 s           |
| 8.º | Pau Miquel          | Equipo Kern Pharma         | + 0 s           |
| 9.º | Fernando Barceló    | Caja Rural-Seguros RGA     | + 0 s           |
| 10.º | Frank van den Broek | Team dsm-firmenich PostNL  | + 0 s           |

| \| Clasificación general \| Clasificación general \| Clasificación general \| Clasificación general \| Clasificación general \| \| Ciclista \| Ciclista \| Equipo \| Tiempo \| \| \| --------------------- \| --------------------- \| -------------------------- \| --------------------- \| --------------------- \| \| 1.º \| Tadej Pogačar \| UAE Team Emirates \| 20 h 54 min 36 s \| \| \| 2.º \| Mikel Landa \| Soudal Quick-Step \| + 2 min 27 s \| \| \| 3.º \| Aleksandr Vlásov \| Bora-Hansgrohe \| + 2 min 55 s \| \| \| 4.º \| Lenny Martinez \| Groupama-FDJ \| + 3 min 21 s \| \| \| 5.º \| Chris Harper \| Team Jayco AlUla \| + 3 min 22 s \| \| \| 6.º \| Enric Mas \| Movistar Team \| + 3 min 24 s \| \| \| 7.º \| Sepp Kuss \| Team Visma \\| Lease a Bike \| + 3 min 31 s \| \| \| 8.º \| Wout Poels \| Bahrain Victorious \| + 3 min 31 s \| \| \| 9.º \| Egan Bernal \| Ineos Grenadiers \| + 3 min 50 s \| \| \| 10.º \| João Almeida \| UAE Team Emirates \| + 3 min 52 s \| \| |                  |                            |                  |
| |                  |                            |                  |
| Fuente: ProCyclingStats |                  |                            |                  |
| Clasificación general |                  |                            |                  |
| Ciclista | Ciclista         | Equipo                     | Tiempo           |
| 1.º | Tadej Pogačar    | UAE Team Emirates          | 20 h 54 min 36 s |
| 2.º | Mikel Landa      | Soudal Quick-Step          | + 2 min 27 s     |
| 3.º | Aleksandr Vlásov | Bora-Hansgrohe             | + 2 min 55 s     |
| 4.º | Lenny Martinez   | Groupama-FDJ               | + 3 min 21 s     |
| 5.º | Chris Harper     | Team Jayco AlUla           | + 3 min 22 s     |
| 6.º | Enric Mas        | Movistar Team              | + 3 min 24 s     |
| 7.º | Sepp Kuss        | Team Visma \| Lease a Bike | + 3 min 31 s     |
| 8.º | Wout Poels       | Bahrain Victorious         | + 3 min 31 s     |
| 9.º | Egan Bernal      | Ineos Grenadiers           | + 3 min 50 s     |
| 10.º | João Almeida     | UAE Team Emirates          | + 3 min 52 s     |

### 6.ª etapa
| Berga - Santuario de Queralt | etapa de montaña | (154,7 km) |

| \| Clasificación de la etapa \| Clasificación de la etapa \| Clasificación de la etapa \| Clasificación de la etapa \| Clasificación de la etapa \| \| Ciclista \| Ciclista \| Equipo \| Tiempo \| \| \| ------------------------- \| ------------------------- \| ------------------------- \| ------------------------- \| ------------------------- \| \| 1.º \| Tadej Pogačar \| UAE Team Emirates \| 4 h 11 min 53 s \| \| \| 2.º \| Egan Bernal \| Ineos Grenadiers \| + 57 s \| \| \| 3.º \| Mikel Landa \| Soudal Quick-Step \| + 57 s \| \| \| 4.º \| Enric Mas \| Movistar Team \| + 2 min 14 s \| \| \| 5.º \| Chris Harper \| Team Jayco AlUla \| + 2 min 16 s \| \| \| 6.º \| Antonio Tiberi \| Bahrain Victorious \| + 2 min 16 s \| \| \| 7.º \| João Almeida \| UAE Team Emirates \| + 2 min 18 s \| \| \| 8.º \| Lenny Martinez \| Groupama-FDJ \| + 2 min 18 s \| \| \| 9.º \| Lorenzo Fortunato \| Astana Qazaqstan Team \| + 2 min 34 s \| \| \| 10.º \| Aleksandr Vlásov \| Bora-Hansgrohe \| + 2 min 38 s \| \| |                   |                       |                 |
| |                   |                       |                 |
| Fuente: ProCyclingStats |                   |                       |                 |
| Clasificación de la etapa |                   |                       |                 |
| Ciclista | Ciclista          | Equipo                | Tiempo          |
| 1.º | Tadej Pogačar     | UAE Team Emirates     | 4 h 11 min 53 s |
| 2.º | Egan Bernal       | Ineos Grenadiers      | + 57 s          |
| 3.º | Mikel Landa       | Soudal Quick-Step     | + 57 s          |
| 4.º | Enric Mas         | Movistar Team         | + 2 min 14 s    |
| 5.º | Chris Harper      | Team Jayco AlUla      | + 2 min 16 s    |
| 6.º | Antonio Tiberi    | Bahrain Victorious    | + 2 min 16 s    |
| 7.º | João Almeida      | UAE Team Emirates     | + 2 min 18 s    |
| 8.º | Lenny Martinez    | Groupama-FDJ          | + 2 min 18 s    |
| 9.º | Lorenzo Fortunato | Astana Qazaqstan Team | + 2 min 34 s    |
| 10.º | Aleksandr Vlásov  | Bora-Hansgrohe        | + 2 min 38 s    |

| \| Clasificación general \| Clasificación general \| Clasificación general \| Clasificación general \| Clasificación general \| \| Ciclista \| Ciclista \| Equipo \| Tiempo \| \| \| --------------------- \| --------------------- \| --------------------- \| --------------------- \| --------------------- \| \| 1.º \| Tadej Pogačar \| UAE Team Emirates \| 25 h 06 min 16 s \| \| \| 2.º \| Mikel Landa \| Soudal Quick-Step \| + 3 min 31 s \| \| \| 3.º \| Egan Bernal \| Ineos Grenadiers \| + 3 min 59 s \| \| \| 4.º \| Aleksandr Vlásov \| Bora-Hansgrohe \| + 5 min 46 s \| \| \| 5.º \| Enric Mas \| Movistar Team \| + 5 min 51 s \| \| \| 6.º \| Chris Harper \| Team Jayco AlUla \| + 5 min 51 s \| \| \| 7.º \| Lenny Martinez \| Groupama-FDJ \| + 5 min 52 s \| \| \| 8.º \| Antonio Tiberi \| Bahrain Victorious \| + 6 min 23 s \| \| \| 9.º \| João Almeida \| UAE Team Emirates \| + 6 min 23 s \| \| \| 10.º \| Lorenzo Fortunato \| Astana Qazaqstan Team \| + 7 min 17 s \| \| |                   |                       |                  |
| |                   |                       |                  |
| Fuente: ProCyclingStats |                   |                       |                  |
| Clasificación general |                   |                       |                  |
| Ciclista | Ciclista          | Equipo                | Tiempo           |
| 1.º | Tadej Pogačar     | UAE Team Emirates     | 25 h 06 min 16 s |
| 2.º | Mikel Landa       | Soudal Quick-Step     | + 3 min 31 s     |
| 3.º | Egan Bernal       | Ineos Grenadiers      | + 3 min 59 s     |
| 4.º | Aleksandr Vlásov  | Bora-Hansgrohe        | + 5 min 46 s     |
| 5.º | Enric Mas         | Movistar Team         | + 5 min 51 s     |
| 6.º | Chris Harper      | Team Jayco AlUla      | + 5 min 51 s     |
| 7.º | Lenny Martinez    | Groupama-FDJ          | + 5 min 52 s     |
| 8.º | Antonio Tiberi    | Bahrain Victorious    | + 6 min 23 s     |
| 9.º | João Almeida      | UAE Team Emirates     | + 6 min 23 s     |
| 10.º | Lorenzo Fortunato | Astana Qazaqstan Team | + 7 min 17 s     |

### 7.ª etapa
| Barcelona - Barcelona | etapa de media montaña | (145,3 km) |

| \| Clasificación de la etapa \| Clasificación de la etapa \| Clasificación de la etapa \| Clasificación de la etapa \| Clasificación de la etapa \| \| Ciclista \| Ciclista \| Equipo \| Tiempo \| \| \| ------------------------- \| ------------------------- \| -------------------------- \| ------------------------- \| ------------------------- \| \| 1.º \| Tadej Pogačar \| UAE Team Emirates \| 3 h 15 min 23 s \| \| \| 2.º \| Dorian Godon \| Decathlon-AG2R La Mondiale \| + 0 s \| \| \| 3.º \| Guillaume Martin \| Cofidis \| + 0 s \| \| \| 4.º \| Stephen Williams \| Israel-Premier Tech \| + 0 s \| \| \| 5.º \| Patrick Konrad \| Lidl-Trek \| + 0 s \| \| \| 6.º \| Sergio Higuita \| Bora-Hansgrohe \| + 0 s \| \| \| 7.º \| David González López \| Caja Rural-Seguros RGA \| + 0 s \| \| \| 8.º \| Antonio Tiberi \| Bahrain Victorious \| + 0 s \| \| \| 9.º \| Aleksandr Vlásov \| Bora-Hansgrohe \| + 0 s \| \| \| 10.º \| Wout Poels \| Bahrain Victorious \| + 0 s \| \| |                      |                            |                 |
| |                      |                            |                 |
| Fuente: ProCyclingStats |                      |                            |                 |
| Clasificación de la etapa |                      |                            |                 |
| Ciclista | Ciclista             | Equipo                     | Tiempo          |
| 1.º | Tadej Pogačar        | UAE Team Emirates          | 3 h 15 min 23 s |
| 2.º | Dorian Godon         | Decathlon-AG2R La Mondiale | + 0 s           |
| 3.º | Guillaume Martin     | Cofidis                    | + 0 s           |
| 4.º | Stephen Williams     | Israel-Premier Tech        | + 0 s           |
| 5.º | Patrick Konrad       | Lidl-Trek                  | + 0 s           |
| 6.º | Sergio Higuita       | Bora-Hansgrohe             | + 0 s           |
| 7.º | David González López | Caja Rural-Seguros RGA     | + 0 s           |
| 8.º | Antonio Tiberi       | Bahrain Victorious         | + 0 s           |
| 9.º | Aleksandr Vlásov     | Bora-Hansgrohe             | + 0 s           |
| 10.º | Wout Poels           | Bahrain Victorious         | + 0 s           |

## Clasificaciones finales
- Las clasificaciones finalizaron de la siguiente forma:[3]

### Clasificación general
| \| Clasificación general \| Clasificación general \| Clasificación general \| Clasificación general \| Clasificación general \| \| Ciclista \| Ciclista \| Equipo \| Tiempo \| \| \| --------------------- \| --------------------- \| --------------------- \| --------------------- \| --------------------- \| \| 1.º \| Tadej Pogačar \| UAE Team Emirates \| 28 h 21 min 29 s \| \| \| 2.º \| Mikel Landa \| Soudal Quick-Step \| + 3 min 41 s \| \| \| 3.º \| Egan Bernal \| Ineos Grenadiers \| + 5 min 03 s \| \| \| 4.º \| Aleksandr Vlásov \| Bora-Hansgrohe \| + 5 min 56 s \| \| \| 5.º \| Enric Mas \| Movistar Team \| + 6 min 01 s \| \| \| 6.º \| Chris Harper \| Team Jayco AlUla \| + 6 min 01 s \| \| \| 7.º \| Lenny Martinez \| Groupama-FDJ \| + 6 min 02 s \| \| \| 8.º \| Antonio Tiberi \| Bahrain Victorious \| + 6 min 33 s \| \| \| 9.º \| João Almeida \| UAE Team Emirates \| + 6 min 33 s \| \| \| 10.º \| Lorenzo Fortunato \| Astana Qazaqstan Team \| + 7 min 27 s \| \| |                   |                       |                  |
| |                   |                       |                  |
| Fuente: ProCyclingStats |                   |                       |                  |
| Clasificación general |                   |                       |                  |
| Ciclista | Ciclista          | Equipo                | Tiempo           |
| 1.º | Tadej Pogačar     | UAE Team Emirates     | 28 h 21 min 29 s |
| 2.º | Mikel Landa       | Soudal Quick-Step     | + 3 min 41 s     |
| 3.º | Egan Bernal       | Ineos Grenadiers      | + 5 min 03 s     |
| 4.º | Aleksandr Vlásov  | Bora-Hansgrohe        | + 5 min 56 s     |
| 5.º | Enric Mas         | Movistar Team         | + 6 min 01 s     |
| 6.º | Chris Harper      | Team Jayco AlUla      | + 6 min 01 s     |
| 7.º | Lenny Martinez    | Groupama-FDJ          | + 6 min 02 s     |
| 8.º | Antonio Tiberi    | Bahrain Victorious    | + 6 min 33 s     |
| 9.º | João Almeida      | UAE Team Emirates     | + 6 min 33 s     |
| 10.º | Lorenzo Fortunato | Astana Qazaqstan Team | + 7 min 27 s     |

### Clasificación de la montaña
| Clasificación de la montaña | Clasificación de la montaña | Clasificación de la montaña | Clasificación de la montaña | Clasificación de la montaña |
| Ciclista                    | Ciclista                    | Equipo                      | Puntos                      |                             |
| --------------------------- | --------------------------- | --------------------------- | --------------------------- | --------------------------- |
| 1.º                         | Tadej Pogačar               | UAE Team Emirates           | 103 pts                     |                             |
| 2.º                         | Mikel Landa                 | Soudal Quick-Step           | 70 pts                      |                             |
| 3.º                         | Harold Tejada               | Astana Qazaqstan Team       | 37 pts                      |                             |
| 4.º                         | Marc Soler                  | UAE Team Emirates           | 35 pts                      |                             |
| 5.º                         | Egan Bernal                 | Ineos Grenadiers            | 29 pts                      |                             |
| 6.º                         | Aleksandr Vlásov            | Bora-Hansgrohe              | 27 pts                      |                             |
| 7.º                         | João Almeida                | UAE Team Emirates           | 24 pts                      |                             |
| 8.º                         | Attila Valter               | Team Visma \| Lease a Bike  | 21 pts                      |                             |
| 9.º                         | Steven Kruijswijk           | Team Visma \| Lease a Bike  | 20 pts                      |                             |
| 10.º                        | Antonio Tiberi              | Bahrain Victorious          | 19 pts                      |                             |

### Clasificación de los sprints (metas volantes)
| Clasificación por puntos | Clasificación por puntos | Clasificación por puntos | Clasificación por puntos | Clasificación por puntos |
| Ciclista                 | Ciclista                 | Equipo                   | Puntos                   |                          |
| ------------------------ | ------------------------ | ------------------------ | ------------------------ | ------------------------ |
| 1.º                      | Tadej Pogačar            | UAE Team Emirates        | 51 pts                   |                          |
| 2.º                      | Mikel Landa              | Soudal Quick-Step        | 18 pts                   |                          |
| 3.º                      | Nick Schultz             | Israel-Premier Tech      | 10 pts                   |                          |
| 4.º                      | Axel Laurance            | Alpecin-Deceuninck       | 10 pts                   |                          |
| 5.º                      | Egan Bernal              | Ineos Grenadiers         | 10 pts                   |                          |
| 6.º                      | Idar Andersen            | Uno-X Mobility           | 9 pts                    |                          |
| 7.º                      | Jimmy Janssens           | Alpecin-Deceuninck       | 8 pts                    |                          |
| 8.º                      | Aleksandr Vlásov         | Bora-Hansgrohe           | 7 pts                    |                          |
| 9.º                      | Antonio Tiberi           | Bahrain Victorious       | 7 pts                    |                          |
| 10.º                     | Hugh Carthy              | EF Education-EasyPost    | 6 pts                    |                          |

### Clasificación de los jóvenes
| Clasificación del mejor joven | Clasificación del mejor joven | Clasificación del mejor joven | Clasificación del mejor joven | Clasificación del mejor joven |
| Ciclista                      | Ciclista                      | Equipo                        | Tiempo                        |                               |
| ----------------------------- | ----------------------------- | ----------------------------- | ----------------------------- | ----------------------------- |
| 1.º                           | Lenny Martinez                | Groupama-FDJ                  | 28 h 27 min 31 s              |                               |
| 2.º                           | Antonio Tiberi                | Bahrain Victorious            | + 31 s                        |                               |
| 3.º                           | Johannes Kulset               | Uno-X Mobility                | + 9 min 13 s                  |                               |
| 4.º                           | Valentin Paret-Peintre        | Decathlon-AG2R La Mondiale    | + 15 min 08 s                 |                               |
| 5.º                           | Pablo Castrillo               | Equipo Kern Pharma            | + 15 min 43 s                 |                               |
| 6.º                           | Darren Rafferty               | EF Education-EasyPost         | + 17 min 38 s                 |                               |
| 7.º                           | William Junior Lecerf         | Soudal Quick-Step             | + 18 min 31 s                 |                               |
| 8.º                           | Georg Steinhauser             | EF Education-EasyPost         | + 37 min 37 s                 |                               |
| 9.º                           | Edoardo Zambanini             | Bahrain Victorious            | + 43 min 11 s                 |                               |
| 10.º                          | Jorge Gutiérrez               | Equipo Kern Pharma            | + 49 min 17 s                 |                               |

### Clasificación por equipos
| Clasificación por equipos | Clasificación por equipos  | Clasificación por equipos | Clasificación por equipos |
| Equipo                    | Equipo                     | Tiempo                    |                           |
| ------------------------- | -------------------------- | ------------------------- | ------------------------- |
| 1.º                       | Bahrain Victorious         | 85 h 32 min 47 s          |                           |
| 2.º                       | Movistar Team              | + 2 min 08 s              |                           |
| 3.º                       | Ineos Grenadiers           | + 2 min 09 s              |                           |
| 4.º                       | Soudal Quick-Step          | + 7 min 25 s              |                           |
| 5.º                       | UAE Team Emirates          | + 16 min 36 s             |                           |
| 6.º                       | EF Education-EasyPost      | + 16 min 42 s             |                           |
| 7.º                       | Team Visma \| Lease a Bike | + 17 min 08 s             |                           |
| 8.º                       | Decathlon-AG2R La Mondiale | + 20 min 25 s             |                           |
| 9.º                       | Bora-Hansgrohe             | + 28 min 19 s             |                           |
| 10.º                      | Israel-Premier Tech        | + 36 min 56 s             |                           |

## Evolución de las clasificaciones
| Etapa                   |                         | Ganador _           | Clasificación general | Puntos        | Montaña         | Jóvenes        | Combatividad                 | Equipo              |
| ----------------------- | ----------------------- | ------------------- | --------------------- | ------------- | --------------- | -------------- | ---------------------------- | ------------------- |
| 1.ª etapa               | etapa de media montaña  | Nick Schultz        | Nick Schultz          | Nick Schultz  | Kenny Elissonde | Axel Laurance  | Mikel Bizkarra               | Israel-Premier Tech |
| 2.ª etapa               | etapa de montaña        | Tadej Pogačar       | Tadej Pogačar         | Tadej Pogačar | Tadej Pogačar   | Lenny Martinez | Álex Jaime                   | UAE Team Emirates   |
| 3.ª etapa               | etapa de montaña        | Tadej Pogačar       | Tadej Pogačar         | Tadej Pogačar | Tadej Pogačar   | Lenny Martinez | Harold Tejada                | Movistar Team       |
| 4.ª etapa               | etapa escarpada         | Marijn van den Berg | Tadej Pogačar         | Tadej Pogačar | Tadej Pogačar   | Lenny Martinez | Urko Berrade                 | Movistar Team       |
| 5.ª etapa               | etapa escarpada         | Axel Laurance       | Tadej Pogačar         | Tadej Pogačar | Tadej Pogačar   | Lenny Martinez | Óscar Rodríguez Garaicoechea | Movistar Team       |
| 6.ª etapa               | etapa de montaña        | Tadej Pogačar       | Tadej Pogačar         | Tadej Pogačar | Tadej Pogačar   | Lenny Martinez | Tadej Pogačar                | Bahrain Victorious  |
| 7.ª etapa               | etapa de media montaña  | Tadej Pogačar       | Tadej Pogačar         | Tadej Pogačar | Tadej Pogačar   | Lenny Martinez | Ander Okamika                | Bahrain Victorious  |
| Clasificaciones finales | Clasificaciones finales |                     | Tadej Pogačar         | Tadej Pogačar | Tadej Pogačar   | Lenny Martinez | no otorgado                  | Bahrain Victorious  |

## Ciclistas participantes y posiciones finales
Convenciones:
- AB-N: Abandono en la etapa "N"
- FLT-N: Retiro por arribo fuera del límite de tiempo en la etapa "N"
- NTS-N: No tomó la salida para la etapa "N"
- DES-N: Descalificado o expulsado en la etapa "N"

## UCI World Ranking
La Volta a Cataluña otorgó puntos para el UCI World Ranking para corredores de los equipos en las categorías UCI WorldTeam, UCI ProTeam y Continental. Las siguientes tablas son el baremo de puntuación y los diez corredores que obtuvieron más puntos:
| Posición              | 1.º | 2.º | 3.º | 4.º | 5.º | 6.º | 7.º | 8.º | 9.º | 10.º | 11.º | 12.º | 13.º | 14.º | 15.º | 16.º-20.º | 21.º-30.º | 31.º-50.º | 51.º-55.º | 56.º-60.º |
| Clasificación general | 400 | 320 | 260 | 220 | 180 | 140 | 120 | 100 | 80  | 68   | 56   | 48   | 40   | 32   | 28   | 24        | 16        | 8         | 4         | 2         |
| Por etapa             | 50  | 30  | 25  | 20  | 15  | 10  | 8   | 6   | 3   | 1    |      |      |      |      |      |           |           |           |           |           |
| Líder                 | 8   |     |     |     |     |     |     |     |     |      |      |      |      |      |      |           |           |           |           |           |

| Clasificación |                  |                    |         |       |       |       |
| Posición      | Ciclista         | Equipo             | General | Etapa | Líder | Total |
| ------------- | ---------------- | ------------------ | ------- | ----- | ----- | ----- |
| 1.º           | Tadej Pogačar    | UAE Emirates       | 400     | 230   | 40    | 670   |
| 2.º           | Mikel Landa      | Soudal Quick-Step  | 320     | 85    | -     | 405   |
| 3.º           | Egan Bernal      | INEOS Grenadiers   | 260     | 38    | -     | 298   |
| 4.º           | Aleksandr Vlásov | Bora-Hansgrohe     | 220     | 45    | -     | 265   |
| 5.º           | Enric Mas        | Movistar           | 180     | 27    | -     | 207   |
| 6.º           | Chris Harper     | Jayco AlUla        | 140     | 31    | -     | 171   |
| 7.º           | Lenny Martinez   | Groupama-FDJ       | 120     | 24    | -     | 144   |
| 8.º           | Antonio Tiberi   | Bahrain Victorious | 100     | 41    | -     | 141   |
| 9.º           | João Almeida     | UAE Emirates       | 80      | 28    | -     | 108   |
| 10.º          | Wout Poels       | Bahrain Victorious | 56      | 24    | -     | 80    |